# Micropilina wareni
Micropilina wareni är en blötdjursart som beskrevs av Marshall 2006. Micropilina wareni ingår i släktet Micropilina och familjen Micropilinidae. Inga underarter finns listade i Catalogue of Life.